# لعبة المركبات القتالية

لعبة رود راش أحد أشهر ألعاب الفيديو التي تعتمد على السباق وحمل العصا لضرب المنافسين

لعبة المركبات القتالية (بالإنجليزية: Vehicular combat game)‏ ، هي لعبة حاسوب تصنف بأنها خصصت للقتال المركبات من السيارات والشاحنات والدبابات وكل ماتتعلق بالمركبة، وأن تواجه الخصم بالسلاح أو الدهس ليقتل الخصم، وهذا الصنف ينطبق على بطل اللعبة للاعب ليقتل خصمه (الكمبيوتر) أو لاعبان أو لاعب جماعي أو عبر الشبكة العنكبوتية.

## مصدر
1. ↑  "Vehicular Combat". Giant Bombs. مؤرشف من الأصل في 14 يونيو 2018. اطلع عليه بتاريخ 10MAY2013. {{استشهاد ويب}}: تحقق من التاريخ في: |تاريخ الوصول= (مساعدة)